# كلاوديو غالي
كلاوديو غالي (بالإيطالية: Claudio Galli)‏ (12 يوليو 1965 في إيطاليا - ) هو لاعب كرة طائرة إيطاليا في مركز وسط ‏.

## وصلات خارجية
- كلاوديو غالي على موقع الاتحاد الأوروبي (الإنجليزية)
- كلاوديو غالي على موقع قاعدة بيانات الكرة الطائرة الشاطئية (الإنجليزية)
- كلاوديو غالي على موقع عالم الكرة الطائرة (الإنجليزية)
- كلاوديو غالي على موقع دوري الدرجة الأولى الإيطالي للكرة الطائرة - رجال (الإيطالية)
- كلاوديو غالي على موقع اللجنة الأولمبية الدولية (الإنجليزية)
- كلاوديو غالي على موقع أوليمبيديا (الإنجليزية)